# Cantus Cölln
Cantus Cölln war ein 1987 gegründetes deutsches Vokalensemble, das von Konrad Junghänel geleitet wurde und sich auf die deutsche und italienische Musik der Renaissance und des Barock konzentrierte. Es hat seine Tätigkeit im Sommer 2022 beendet.
Das in Köln beheimatete Ensemble bestand zuletzt aus den Solisten Magdalene Harer (Sopran), Elisabeth Popien (Alt), Hans Jörg Mammel (Tenor) und Wolf Matthias Friedrich (Bass). Es wurde je nach Aufführung durch weitere Kräfte ergänzt; dazu gehörten neben anderen Mechthild Bach und Ulrike Hofbauer. Manche Aufführungen fanden zusammen mit dem Bläserensemble Concerto Palatino statt.

## Veröffentlichungen und Konzerte
Das Repertoire von Cantus Cölln reichte von Orlando di Lasso bis zu den populären Komponisten des Spätbarock. Ein Teil der Veröffentlichungen von Cantus Cölln berücksichtigte eher wenig beachtete Werke, etwa Kantaten von Nicolaus Bruhns oder Festmusik von Giovanni Rovetta.
Cantus Cölln hat 36 CDs veröffentlicht, die zunächst beim Musiklabel Deutsche Harmonia Mundi und seit 1996 beim französischen Label Harmonia Mundi erschienen. Cantus Cölln unternahm Konzertreisen in ganz Europa und folgte Einladungen nach Amerika, Asien, Afrika und Australien.
Sein letztes Konzert gab Junghänel mit Cantus Cölln im Rahmen des Festivals „Felix!“ – Festival für Originalklangmusik in der Kölner Philharmonie am 18. August 2022. Auf dem Programm standen sämtliche Motetten von Johann Sebastian Bach.

## Auszeichnungen
Das Ensemble wurde im Jahr 2000 durch die Stadt Lübeck für seine Leistungen auf dem Gebiet der Kirchenmusik mit dem Buxtehude-Preis ausgezeichnet. Ein Großteil der Produktionen von Cantus Cölln erhielt Schallplattenpreise und höchste Auszeichnungen französischer, deutscher und englischsprachiger Musikzeitschriften.